# فرودگاه فورت سینت جان
فرودگاه فورت سینت جان (به انگلیسی: Fort St. John Airport) (به زبان بومی: North Peace Airport) یک فرودگاه همگانی باربری با کد یاتا YXJ است که یک باند فرود آسفالت دارد. این فرودگاه در کشور کانادا قرار دارد و در ارتفاع ۶۹۵ متری از سطح دریا واقع شده است.